# Soft Matter
Soft Matter è una rivista scientifica sottoposta a revisione paritaria che si occupa di materia soffice. È pubblicata dalla Royal Society of Chemistry e il caporedattore è Darrin Pochan (Università del Delaware, USA).
La rivista è stata fondata nel 2005. Inizialmente veniva pubblicata mensilmente, ma con l'aumentare delle proposte di articoli da accettare è passata a 24 numeri all'anno nel 2009 e a 48 numeri all'anno nel 2012.

## Indicizzazione
Gli abstract e gli articoli della rivista sono indicizzati da:
- Current Contents/Physical, Chemical & Earth Sciences[2]
- Index Medicus/MEDLINE/PubMed[3]
- Science Citation Index[2]
- Scopus[4]

Secondo il Journal Citation Reports, nel 2021 la rivista ha ricevuto un fattore di impatto pari a 4.046.